# Porto di Fano
Il porto di Fano (sigla internazionale UN/LOCODE: IT FAO) è un'infrastruttura situata sul mare Adriatico dedicata alla pesca commerciale, al turismo e al diporto nautico.
Secondo la classificazione nazionale dei porti italiani, quello di Fano in virtù del regio decreto n. 5053 del 7 agosto 1887 è un porto di 2ª categoria, 3ª classe.

## Storia
I documenti più antichi sul porto di Fano risalgono al 1348: nell'Archivio Storico del Comune di Fano, Depositaria 4, si riportano pagamenti effettuati ai "maestri del porto".
Durante il XV e XVI secolo si ha traccia di diversi progetti e opere relativi al porto.
All'inizio del XVII secolo tuttavia il porto risultava in condizioni fatiscenti, e anche se ripristinato sarebbe stato inadeguato alle necessità del commercio marittimo dell'epoca; l'impiego di navi a vela di più grande stazza si era ormai affermato. Attraverso la via Flaminia giungevano a Fano molte merci cerealicole dall'entroterra, ma transitavano soltanto per poi essere imbarcate presso altri porti delle Marche. A Fano perciò si cominciò a fare pressione sul governo pontificio per la ricostruzione delle strutture portuali, che avrebbero potuto portare ricchezza alla città.
Il principale problema che aveva sempre afflitto il porto era l'accumulo di depositi sabbiosi e ghiaiosi che col tempo lo riempiva e rendeva inadatto il fondale. Quando, nei primi anni 1610, venne costruito il canale che convogliava a Fano l'acqua del Metauro per i mulini (divenuto in seguito il canale Albani), si ritenne che la corrente del canale attraversando il porto avrebbe potuto spingere fuori i detriti e tenere pulito il fondale.
Così nel 1613 Papa Paolo V (Camillo Borghese) diede finalmente l'autorizzazione a grandi lavori di ricostruzione, che terminarono all'incirca nel 1618 e costarono 72.000 ducati, cifra molto elevata per la Fano dell'epoca. La nuova darsena prese dal Papa il nome di Portus Burghesius (Porto Borghese); progetto dell'architetto Girolamo Rainaldi, era ottagonale, sormontata da una loggia per la dogana ancora oggi esistente, e collegata al mare da un canale.
I benefici non furono però all'altezza delle aspettative; il problema dell'insabbiamento non venne risolto dalla corrente del canale, nemmeno successivamente, quando nel 1692 si scavò un secondo canale proveniente dal torrente Arzilla più a nord (che ebbe vita breve), e nel 1723 il Cardinale Fulvio Astalli fece realizzare il salto della Liscia che avrebbe dovuto aumentare la forza pulitrice delle acque.
Dopo altri interventi di varia natura, nel 1753 l'architetto di fama Carlo Murena presentò alla Congregazione del buon governo l'idea che si sarebbe poi rivelata giusta: costruire un molo guardiano a est del canale, da prolungarsi periodicamente, per fare da barriera ai detriti provenienti dalla foce del Metauro. Opere di prolungamento dei moli verso mare continuarono infatti ad essere realizzate nel XVIII e XIX secolo.
Nel 1862 venne costruito il ponte ferroviario, non senza controversie, dato che precludeva alle navi alberate l'ingresso al tratto più interno del porto.
Nel 1865 l'amministrazione del porto passò al Comune, che continuò le opere di prolungamento delle due palizzate all'imboccatura, sempre secondo i principi del Murena, fino ad arrivare ai grandi ampliamenti del XX e XXI secolo descritti al capitolo successivo.

## Struttura
La struttura odierna del porto deriva da una serie di ampliamenti che a partire dal XVII secolo hanno prolungato il porto in direzione del mare, con effetti anche sulla forma della costa nei tratti circostanti.
La parte più antica è quindi quella più interna, il Porto Borghese o Darsena Borghese, terminato nel 1618 su approvazione di Papa Paolo V (Camillo Borghese), nel quale il salto della Liscia scarica l'acqua del Canale Albani. Superato un ponte stradale e ferroviario, si prosegue quindi nel porto-canale, attraversato anche da un ponte pedonale. Queste parti sono destinate oggi alle piccole imbarcazioni.
Negli anni 1911-1914 vennero realizzati il cosiddetto bacino di stazionamento (bacino di ponente o Darsena Pipeta), situato in corrispondenza del faro di Fano e destinato alle imbarcazioni da piccola pesca e alle vongolare, e il bacino di espansione o avamporto, costituito dal prolungamento dei moli esterni e destinato al solo transito, unica apertura del porto nell'Adriatico.
Nel 1925 vennero aggiunti il bacino orientale (Bacino di levante o Darsena pesca o Darsena Giurgin) e lo scalo di alaggio, destinati a pescherecci e cantieristica, che rimpiazzarono lo squero vecchio, del quale rimane soltanto una rientranza nella banchina nelle vicinanze del faro.
Nel 1975 è stato completato un lavoro di ampliamento del bacino orientale e di realizzazione di un'area asciutta destinata ai cantieri navali, che ha richiesto l'aggiunta di terreno e scogliere artificiali. Dal 1991 l'area ospita anche il Laboratorio di Biologia Marina e Pesca.
Nel 2003 sono terminati altri lavori di ampliamento che hanno aggiunto, al di là dell'area cantieristica verso mare, la Darsena cantieristica, usata anche dai pescherecci di stazza maggiore, e l'ampia Darsena diporto detta "Marina dei Cesari", ossia il porto turistico per le imbarcazioni da diporto private.

### Cartografia
- Istituto Idrografico della Marina, Fascicolo riepilogativo relativo al volume Portolano P8 - Da Marotta al confine Italo - Sloveno. Edizione 2008, Marina Militare, Genova, 2012.
- Istituto Idrografico della Marina, Portolano P8 alle pp. 26-27. Marina Militare, Genova, 2008.
- Istituto Idrografico della Marina, carte nautiche n. 923, 36, 214.
- Istituto Idrografico della Marina, Elenco dei fari e dei segnali da nebbia, a p. 144.  Marina Militare, Genova, 2011.